# Pistons de Détroit
Maillots
Actualités
Les Pistons de Détroit sont une franchise de basket-ball de la National Basketball Association (NBA) basée à Détroit dans le Michigan. Les Pistons participent à la NBA en tant que membre de la division Centrale de la conférence Est de la ligue, et joue ses matchs à domicile à la Little Caesars Arena, situé à Midtown.
L’équipe a été fondée à Fort Wayne, sous le nom de Pistons de Fort Wayne en 1941, en tant que membre de la National Basketball League (NBL) où la franchise a remporté deux titres NBL : en 1944 et 1945.
Les Pistons ont rejoint plus tard la Basketball Association of America (BAA) en 1948. La NBL et la BAA ont fusionné pour devenir la NBA en 1949. En 1957, la franchise a déménagé à Détroit. Les Pistons ont remporté trois titres NBA en 1989, 1990 et 2004.

## Historique de la franchise

### De Fort Wayne à Détroit (1941-1981)
Les Zollner Pistons de Fort Wayne sont fondés en 1941 à Fort Wayne (Indiana), par Fred Zollner, propriétaire d'une entreprise qui fabrique des pièces pour la General Motors. L'équipe appartient alors à la National Basketball League. À son entrée dans la Basketball Association of America (BAA) en 1948, la franchise est renommée les Pistons de Fort Wayne. Dès la saison suivante, Zollner engage son équipe dans le championnat NBA. Menés par George Yardley et Larry Foust, les Pistons de Fort Wayne sont un club populaire qui font une double apparition aux finales NBA en 1955 et 1956, en perdant à chaque fois, respectivement face aux Nationals de Syracuse et aux Warriors de Philadelphie. En 1957, les Pistons déménagent vers Détroit, une ville dont la dimension est plus en accord avec les ambitions de la franchise et qui n’a plus d’équipe professionnelle depuis le départ des Gems vers Minneapolis en 1947. L'équipe est hébergée dans le Olympia Stadium, et malgré de nombreuses apparitions en séries éliminatoires, les résultats restent globalement décevants, tout comme l’affluence de la salle. Pour la saison 1957-1958, les Pistons engagent Dick McGuire, un meneur de jeu expérimenté de 32 ans qui vient de passer huit saisons aux Knicks de New York. Il reste trois saisons comme joueur, avant d'entraîner l'équipe au début des années 1960.
En 1974, Zollner se sépare de la franchise au profit de Bill Davidson qui est toujours actuellement propriétaire. Mécontent de l'emplacement de l'équipe dans le centre-ville de Détroit, Davidson la déplace dans la banlieue de Pontiac en 1978, pour jouer dans l'immense Pontiac Silverdome, stade initialement construit pour le football américain.

### La construction d’une équipe qui gagne (1981-1990)
La franchise décolle finalement en 1981, lorsque, profitant du 2e choix de la draft, les Pistons sélectionnent le meneur Isiah Thomas issu de l’université d’Indiana. Début 1982, Détroit acquiert le pivot Bill Laimbeer en provenance de Cleveland et l'arrière Vinnie Johnson de Seattle. Ces trois joueurs épaulés par d’autres choix de draft judicieux, à l’image de Joe Dumars (18e choix en 1985) et Dennis Rodman (27e en 1986), et des joueurs de talents comme Rick Mahorn et Mark Aguirre, forment le noyau d'une équipe qui compte rapidement parmi les meilleures de la ligue.
De retour en play-offs en 1984 après sept années de disette, les Pistons sont éliminés dès le premier tour par les Knicks de New York malgré une farouche résistance. En 1985, Détroit rencontre les Celtics de Boston, champions en titre, au deuxième tour. Les Pistons sont battus 4 à 2. La saison 1985-1986 s’achève amèrement avec une élimination dès le premier tour des play-offs face aux Hawks d’Atlanta de Dominique Wilkins qui ont imposé un combat physique auquel les Pistons ont été incapables de répondre. Chuck Daly, alors entraîneur, et Isiah Thomas comprennent que le seul moyen d’arriver à leurs fins dans une Conférence Est relevée est d’adopter un style de jeu plus agressif basé sur une défense de fer. Dès 1987, les Pistons, surnommés les « Bad Boys » de la ligue, récoltent les fruits de ce changement. Ils atteignent en effet pour la première fois depuis l’arrivée à Détroit la finale de Conférence. Les Pistons tiennent les champions en titre Celtics en respect à 2 manches partout au moment de se déplacer au Boston Garden pour le match 5, tournant de la série. Menant au score à quelques secondes du terme de la partie, les Pistons pensent réaliser un gros coup en récupérant un ballon perdu par les Celtics. Voulant jouer rapidement la mise en jeu, Thomas ne voit pas Chuck Daly qui lui ordonne de demander un temps mort. Malheureusement pour les Pistons, la passe du meneur est interceptée par Larry Bird qui offre à Dennis Johnson le panier de la victoire. Détroit a laissé passer sa chance et s’incline 4 à 3 dans cette série. La revanche a lieu dès la saison suivante et au même stade entre les deux meilleures équipes de la Conférence Est. Les « Bad Boys », fidèles à leurs principes, ne laissent aucune chance aux Celtics qui sont sortis en six manches. Pour la première fois depuis 1956, les Pistons atteignent les NBA-Finals.
Leurs adversaires en finale se nomment Magic Johnson, Kareem Abdul-Jabbar et James Worthy qui évoluent sous le maillot des Lakers de Los Angeles, couronnés l’année précédente. Menant la série 3 à 2, les Pistons sont en mesure de remporter le premier titre de leur histoire dans un match que Thomas éclabousse de sa classe en inscrivant 25 points dans le seul troisième quart-temps malgré une blessure à la cheville. Hélas, une faute peu évidente sifflée contre Bill Laimbeer dans les dernières secondes remet les Lakers dans le match qu’ils remportent 103 à 102. Privé de leur meneur pour le match décisif, les Pistons s’inclinent et laissent le trophée prendre une nouvelle fois le chemin de la Californie.
À l’orée de la saison 1988-1989, les Pistons investissent le Palace d’Auburn Hills. Ils réalisent d’emblée des prouesses dans leur nouvelle salle, récoltant le meilleur bilan de la franchise avec 63 victoires. Après 2 premiers tours sans le moindre souci, les Pistons éliminent ceux qui se présentent comme leur plus sérieux rivaux à l’Est : les Bulls de Chicago de Michael Jordan. La finale face aux Lakers est une formalité puisque Détroit n’a besoin que de 4 matchs pour plier l’affaire. À la suite d’une saison qu’ils ont maîtrisée de bout en bout, les Pistons remportent le premier titre de leur histoire. Bien qu’aucun joueur de la franchise ne soit honoré par la ligue pour la saison régulière, Joe Dumars est élu meilleur joueur de la finale.
La saison 1989-1990 se présente comme une redite de la précédente. Les Pistons réalisent une excellente saison régulière et passent les deux premiers tours des phases finales sans encombre. Ils retrouvent également les Bulls de Chicago en finale de Conférence pour ce qui reste comme une des séries les plus mémorables de l’histoire entre les ennemis jurés de l’Est. Après sept matchs disputés dans un climat très tendu, les Pistons obtiennent le droit de participer à leur 3e finale consécutive face aux Trail Blazers de Portland de Clyde Drexler et Terry Porter. Alors à une manche partout, les 2 équipes se retrouvent à Portland, où les Pistons n’ont pas gagné depuis 1974, pour les trois parties suivantes. Et pourtant, deux victoires plus tard, les Pistons arrachent la victoire sur un ultime tir à longue distance de Vinnie Johnson dans la dernière seconde du match 5. Détroit réalise le « back-to-back » en défendant victorieusement son titre, Isiah Thomas est élu meilleur joueur de la finale et Dennis Rodman meilleur défenseur de l’année.

### Une décennie de transition (1990-2000)
En lice pour un triplé, les espoirs des Pistons s’évanouissent après la défaite en finale de Conférence 1991 face aux Bulls. Dans les années qui suivent, la retraite sportive ou le départ de joueurs clés vont plonger le club dans une période difficile. Chuck Daly renonce à son poste en 1993 au moment où Bill Laimbeer se retire, tous deux suivis dès l’année suivante par Isiah Thomas. Dennis Rodman, alors meilleur rebondeur de la ligue, rejoint Vinnie Johnson chez les Spurs de San Antonio en 1993 pendant que John Salley s’engage avec Miami. L’année suivante c’est Mark Aguirre qui quitte Détroit pour les Clippers de Los Angeles. Abandonnée au seul Joe Dumars, l’équipe s’effondre au point de ne remporter que vingt matchs au cours de la saison 1993-1994.
Les résultats remontent progressivement au cours des saisons suivantes, mais des choix peu judicieux vont venir perturber la reconstruction d’une équipe compétitive. La politique de recrutement d’agents libres, parmi lesquels Christian Laettner ou Cedric Ceballos, s’avère peu efficace tout comme l’échange conclu avec les Spurs entre Dennis Rodman et Sean Elliott ou la perte d’Allan Houston au profit des Knicks. De nombreux entraîneurs se succèdent sans pouvoir ramener la franchise au niveau atteint à la fin des années 1980. Malgré un Joe Dumars qui parvient à maintenir son niveau et l’éclosion de Grant Hill, toutes les aventures en phases finales se soldent par une élimination dès le premier tour.

### Joe Dumars, l’homme providentiel (2000-2003)
Après une nouvelle défaite sévère au premier tour des play-offs 2000 face à Miami, le jeune retraité Joe Dumars se voit confier un poste dans l’équipe dirigeante. Dès son entrée en fonction, Dumars se met les fans à dos en échangeant la star de l’équipe Grant Hill contre Chucky Atkins et Ben Wallace en provenance du Magic d'Orlando. L’équipe ne remporte que trente-deux victoires mais le coup de poker de Dumars porte ses fruits dès la saison suivante.
Durant l’été 2001 et après avoir remercié George Irvine, Dumars recrute Rick Carlisle, connu pour être un des meilleurs assistants de la ligue, pour lui offrir son premier poste d’entraîneur en chef. Carlisle ne déçoit pas et guide l’équipe vers le titre de la Division Centrale dès sa première saison à la tête des Pistons, récoltant au passage le titre de meilleur entraîneur de l’année. Dans la foulée, Détroit remporte face aux Raptors de Toronto sa première série de play-offs depuis 1991. « Big » Ben Wallace qui mène les classements aux rebonds et aux contres est élu meilleur défenseur de la ligue, un prix qu’il reçoit d’ailleurs trois fois en quatre ans. L’ailier remplaçant Corliss Williamson se voit quant à lui décerner le prix de meilleur 6e homme. Le banc des Pistons est alors considéré comme le plus performant de la NBA pendant que Grant Hill, blessé, vit un calvaire à Orlando.
Afin de renforcer les postes arrière de l’équipe, Dumars recrute l’agent libre Chauncey Billups et échange Jerry Stackhouse contre Richard Hamilton des Washington Wizards. Tayshaun Prince est sélectionné en 22e position de la draft 2002 après une bonne carrière universitaire dans le Kentucky. Sous les ordres de Carlisle, les Pistons réalisent une seconde saison à 50 victoires et atteignent les finales de Conférence en 2003. Les Nets de Jason Kidd ne leur laissent aucune chance et bouclent la série en quatre manches sèches. Durant l'intersaison 2003, les Pistons limogent Rick Carlisle et embauchent Larry Brown, désireux de quitter les 76ers de Philadelphie qui, en dépit de son incroyable palmarès et de son entrée au Hall of Fame, n'a jamais remporté le titre NBA.

### La dynastie Pistons (2003-2008)

#### Une montée en puissance progressive
L’arrivée de Rasheed Wallace en février 2004 constitue le dernier mouvement destiné à créer une équipe capable d’aller chercher le titre. Les Pistons terminent la saison avec 54 victoires et éliminent les Bucks au premier tour. Au second tour, c’est face aux Nets que se retrouvent les Pistons. Le test est de choix face aux doubles champions de conférence en titre, et la série tient toutes ses promesses. Les 2 premiers matchs sont pour Détroit qui limitent même New Jersey à 56 points dans le premier match. De retour à domicile, les Nets répondent et égalisent à 2-2. Le match 5 est fleuve (trois prolongations) et les Pistons s’inclinent. Détroit s’impose dans le match 6 et tout se joue alors lors d’un match 7 maîtrisé de bout en bout : les Pistons sont à nouveau en finale de conférence et ont surtout démontré à leurs derniers concurrents au titre leur force sur le plan mental.
La finale de Conférence est l’occasion de retrouver Rick Carlisle sur le banc des Pacers de l'Indiana. La série est adaptée au style Pistons avec de la défense à outrance. Ils mènent 3-2 après avoir gagné à Indiana dans le match 5. Se présente donc lors du 6e match une occasion superbe pour Détroit d’atteindre les finales après 14 ans d’attente. Menés de 5 points à l’amorce du dernier quart-temps après avoir été menés quasiment tout le match, les Pistons sont comme très souvent dans cette finale supérieurs à leurs adversaires dans les moments décisifs. Ils passent devant et l'emportent 69-65. Les Pistons remportent la série en 6 matches et s’octroient le droit de disputer les finales NBA pour la première fois depuis 1990.

#### Les finales 2004: surprenants mais dominateurs

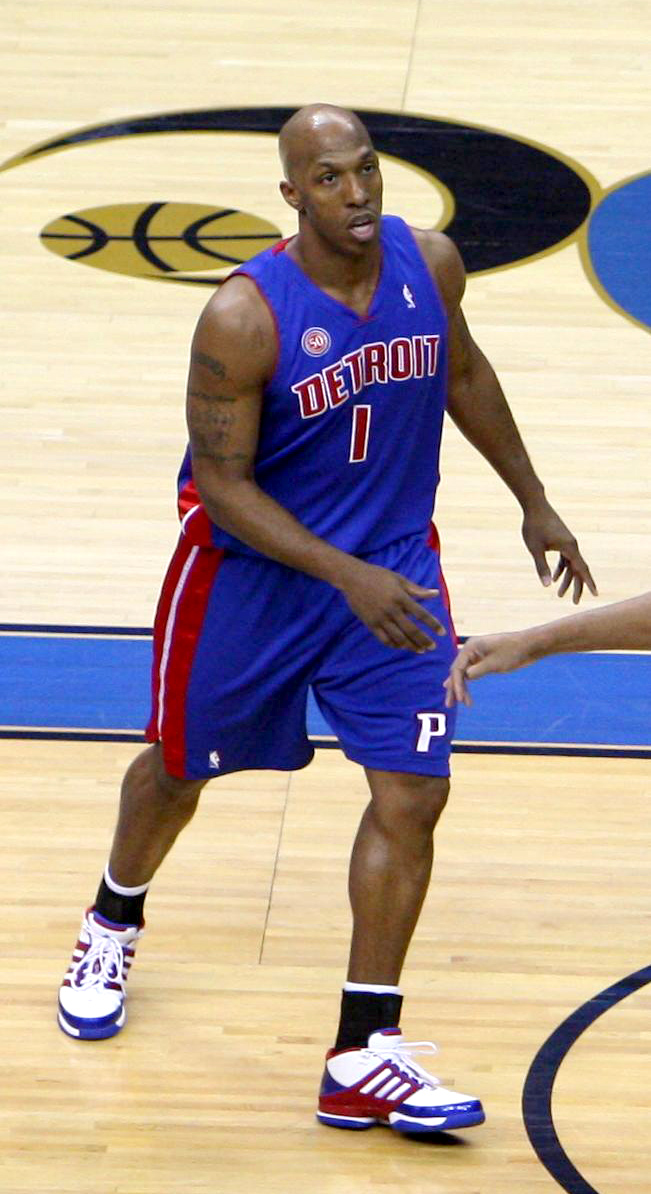
Chauncey Billups, MVP des Finales NBA 2004.

La finale 2004 oppose les Détroit Pistons aux Lakers de Los Angeles, comme en 1989 l’année du premier titre de l’histoire de la franchise. Les spécialistes sont quasi-unanimes : les Lakers remporteront ces Finales. Los Angeles possède autour du duo Bryant-O’Neal, deux autres All-Stars en la personne de Gary Payton et Karl Malone et plusieurs role-players complétant l’expérience des 3 titres de 2000, 2001 et 2002.
Lors du premier match à L.A., les Pistons suivent parfaitement le plan de jeu et démontrent une surprenante supériorité en deuxième période puis empochent une victoire méritée 87-75. Durant le 2e match, toujours à Los Angeles, les Lakers apportent peu à peu une réponse : Bryant produit un super match et la recrue Luke Walton endosse le rôle du joueur de complément se révélant, ils contribuent grandement à l'équipe et les Pistons sont défaits en prolongation après avoir mené de 3 points à 10 secondes de la fin. Une défaite évitable mais les Pistons rentrent à Détroit pour les matchs 3, 4 et 5 avec l’avantage du terrain.
Les Lakers retombent dans leurs travers du match 1 et se font littéralement corriger 88-68. Les Pistons sont dominateurs : les arrières sont adroits, les Wallaces font la loi à l’intérieur, le public est ravi et la fête se prolonge naturellement lors du match 4 malgré un léger sursaut d’orgueil des Lakers dans les trois premiers quart-temps (88-80).
Avec un avantage de 3-1, les Pistons ont toutes les chances d’empocher le titre mais le match 5 est la seule chance d'être sacré devant le public du Palace d’Auburn Hills (ce qui n'est pas le cas en 1989 et 1990). Dans le courant du 3e quart-temps, la victoire des Pistons ne fait quasiment plus aucun doute dans un match de rêve, Détroit s'impose 100-87.
Les Pistons sont champions en réalisant une des plus grandes performances de l’histoire des finales et l’effectif parait paré à régner sur la conférence Est et la Ligue dans les années à venir.

#### La saison 2005: objectif back-to-back
Bien qu’ils se soient séparés de solides remplaçants à l’intersaison (Mehmet Okur, Mike James et Corliss Williamson), les Pistons se présentent naturellement comme un sérieux prétendant au titre 2005. La franchise réalise un bon début de saison vite terni par un événement peu glorieux. Le 19 novembre 2004, les Pistons reçoivent les Pacers dans un match qui met aux prises 2 des équipes les plus rugueuses de la ligue. Les Pacers sont sur le point de s’imposer quand Ron Artest commet une faute grossière sur Ben Wallace. Une explication musclée s’ensuit avant qu’un gobelet en plastique ne soit envoyé des tribunes vers Artest. Ce dernier, fou furieux, se rue dans les gradins suivi par Stephen Jackson et Jermaine O'Neal, entraînant une bagarre générale entre joueurs et spectateurs. Le match ne reprend pas et Artest est suspendu pour le reste de la saison en tant qu’instigateur de ce que les journalistes appellent le « basket-brawl » (brawl signifiant bagarre en anglais). La plupart des autres joueurs impliqués reçoivent également des sanctions disciplinaires sous forme de suspensions temporaires (30 matches pour Jackson, 15 pour O’Neal du côté des Pacers et 6 matchs pour Wallace notamment).

#### Les séries éliminatoires et finales 2005: défaite avec les honneurs
Les Pistons terminent la saison régulière sur le même bilan que l’année précédente (54-28) avant de retrouver les Pacers au deuxième tour des play-offs. Détroit est mené 2-1 mais n’a besoin que de 6 rencontres pour s’ouvrir le chemin d’une 3e finale de Conférence consécutive.
Étape suivante : Miami la nouvelle force en présence à l'Est. Menés 3 à 2 par le Heat, les Pistons réussissent l’exploit de remporter les deux derniers matches de la série dont le 7e décisif sur le parquet des Floridiens, en l’absence, il est vrai, de Dwyane Wade lors du 6e match notamment (il joue le 7e sous infiltrations).
La finale met aux prises les deux derniers champions NBA : les Pistons et les Spurs de San Antonio, emmenés par Tim Duncan et Manu Ginobili. Chaque franchise gagne aisément ses deux premiers matches à domicile. Le match 5 est probablement le plus grand match des Finales dans les années 2000 : les deux équipes se tiennent à très peu de points durant la totalité de la rencontre. Robert Horry multiplie les actions d'éclat pour les Spurs notamment derrière la ligne à 3 points pour ramener sans cesse son équipe jusqu'à asséner le coup de grâce à 5 secondes environ de la fin du match par un shoot à 3 points assassin. Dans la même position qu’en finale de Conférence, les Pistons réussissent à remporter le match 6 au Texas grâce à une grande performance de Rasheed Wallace notamment. Pour la première fois depuis 1994, le titre NBA doit être décerné au terme d’une 7e manche décisive. 57 partout à l'amorce du 4e quart-temps, les Pistons gèrent moins bien les possessions décisives et sont peu à peu condamnés à laisser leur titre aux Spurs.

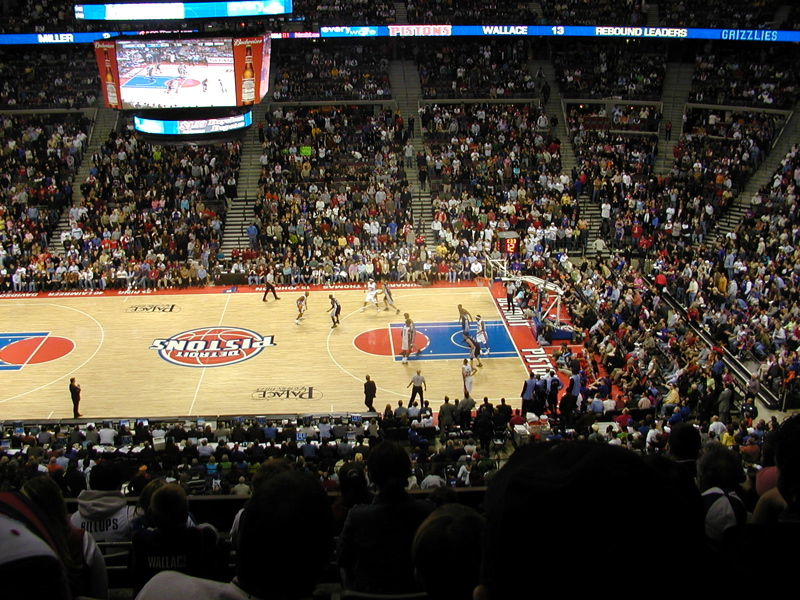
Le Palace d’Auburn Hills en février 2006 pour un match contre les Grizzlies de Memphis

Beaucoup d’observateurs mettent cette défaite en finale sur le compte de problèmes extra-sportifs liés à la fois aux incidents de novembre 2004 et aux soucis de santé de Larry Brown. En effet, à la suite d'une lourde opération de la hanche, l’entraîneur a raté une bonne partie de la saison 2004-2005. Ne présentant pas toutes les garanties pour la saison à venir et s’étant brouillé avec le propriétaire de la franchise en faisant état de son intention de changer d’air, Brown obtient la résiliation de son contrat et s’engage avec les Knicks.

#### 2006, saison régulière record pour les Pistons sous Saunders
Les Pistons recrutent alors Flip Saunders qui vient de passer dix ans à la tête des Timberwolves du Minnesota. Le seul mouvement d’importance à l’intersaison est l’arrivée de Maurice Evans en provenance des Kings de Sacramento. En février 2006, les Pistons échangent Darko Miličić et Carlos Arroyo contre Kelvin Cato et un futur premier tour de draft avant de signer Tony Delk libéré par les Hawks d’Atlanta. Après 4 mois tonitruants laissant croire les Pistons capables de rendre le meilleur bilan de l’histoire de la ligue, des difficultés en mars les font légèrement rentrer dans le rang. À la fin de la saison, Détroit qui s’appuie sur un 5 majeur solide dont 4 joueurs ont participé au NBA All-Star Game, domine la NBA avec 64 victoires pour 18 défaites. Ils battent ainsi le précédent record de franchise qui était de 63 victoires. Les Pistons partent favoris pour la course au titre de la saison 2005-2006.

### Série de désillusions en Finales de Conférence (2006-2008)

#### Séries éliminatoires 2006: dépassés par le Heat de Miami
Le premier tour des play-offs face aux modestes Bucks n'est qu'une simple formalité les Pistons remportent la série 4-1.
L'adversaire suivant, les Cavaliers de Cleveland de LeBron James est beaucoup plus difficile à battre. Les Pistons sont même mené 3-2, mais au bord de l'élimination dans le match 6 à Cleveland, Billups et ses partenaires retrouvent leur jeu et gagnent la série 4-3 en battant les Cavs 79 à 61 lors du dernier match.
La finale de conférence face au Heat de Miami du duo Dwyane Wade et Shaquille O'Neal est un remake de la saison passée que les Pistons avaient remportée 4-3 face à un Wade affaibli. Le Heat est déterminé à effacer la douloureuse défaite de la saison passée et dès le premier match de la série les Floridiens imposent le tempo en prenant l'avantage du terrain sur le parquet des Pistons (91-86). Tout au long de cette série les Pistons démontrent les faiblesses qui les empêchent de passer en finale de 2006 à 2008 : l'équipe perd son jeu de domination peu à peu et n'est meilleure que lorsqu'elle est dos au mur comme lors des matchs 2 et 5. Le 6e match sonne le glas des espoirs des joueurs du Michigan où le Heat élimine sans souci les finalistes 2004 et 2005 (98-74).

#### Playoffs 2007: terrassés par James et les Cavs
Durant la saison 2006-07, malgré la perte de Ben Wallace parti durant l'intersaison en agent libre chez la franchise rivale des Bulls de Chicago, les Pistons ont enregistré le meilleur bilan de la Conférence Est à 53-29. L'équipe a amélioré sensiblement suivant l'acquisition de Chris Webber en janvier. Avec Webber, ils ont gagné 32 des derniers 46 matches. Dans le premier tour des playoffs, ils ont défait le Magic d'Orlando dans une série facile, 4-0. Au deuxième tour, ils battent les Bulls de Chicago 4-2.
Les Pistons ont avancé aux finale de conférence Est face aux Cavaliers déjà accrocheurs la saison passée en demi-finale (victoire 4-3 des Pistons). Détroit prend un avantage de 2-0 qui paraît alors définitif, les erreurs commises l'année précédente notamment face à ces mêmes Cavaliers puis au Heat paraissent loin et les matchs 3 et 4 à Cleveland sont une occasion de le prouver. Mais les matchs 3 et 4 sont remportées de haute lutte par les Cavaliers.
Le match 5 est terrible pour les Pistons battus après 2 prolongations et surtout humiliés par un LeBron James intenable qui marqua les 25 derniers points de son équipe. Les Cavs continuent sur leur lancée et s'impose pour la quatrième fois consécutive pour avancer en finale.

#### Playoffs 2008: insuffisants face aux Celtics
Lors de l'inter-saison 2007, les Pistons ont résilié leur meneur de jeu et capitaine de l'équipe, Chauncey Billups et un de leurs pivots, Antonio McDyess.
Les Pistons ont également fait l'acquisition de deux meneurs de jeu, Rodney Stuckey et Arron Afflalo, lors de la draft 2007.
Dans la saison 2007-2008, les Pistons ont gagné le meilleur bilan de la division centrale avec 59 victoires pour 23 défaites.
Seuls les Boston Celtics ont fait mieux avec 66 victoires-16 défaites.
Lors des Playoffs 2008, les Pistons montrent des difficultés plus tôt que prévu face aux jeunes Sixers dès le premier tour qui sont écartés 4-2.
En demi-finale de conférence, Billups se blesse légèrement et l'équipe se concentre davantage pour se qualifier sans problème 4-1.
6e Finale de Conférence consécutive et un nouvel adversaire de taille pour la suprématie à l'Est : les Celtics et son « Big Three » (Paul Pierce, Kevin Garnett, Ray Allen) fraîchement constitué lors de l'inter saison 2007. Pour la première fois depuis longtemps, les Pistons abordent une série en étant considérés comme outsiders. Détroit remporte brillamment le match 2 au Garden pour égaliser à 1-1 et récupérer l’avantage du terrain. Mais la suite est inéluctable : les Celtics sont supérieurs aux Pistons qui comme toujours depuis 2006 n'a pas les ressources mentales nécessaires. Le match 6 en est l'archétype : dos au mur, les Pistons mènent de 10 points à 8 minutes du terme. Devant une foule médusée, les joueurs s'abandonnent à une fin de match chaotique et laissent les Celtics fêter leur accès aux Finales.

### L'arrivée d’Allen Iverson (2008-2009)
Pour beaucoup, 2008 est la défaite de trop pour la génération née en 2003. Le sentiment de gâchis est grand : les Pistons ont beau être l'équipe la plus régulière depuis les Lakers des années 1980, ces mêmes Lakers empochèrent 4 titres alors que les Pistons n'ont eu cesse de décliner depuis le sacre de 2004. Contrairement aux années précédentes la situation paraît préoccupante du fait de la qualité relative déclinante de l'effectif due à l’âge et une concurrence de plus en plus féroce à l'Est après les mouvements des intersaisons 2007 et 2008.
Durant cet intersaison, Flip Saunders est logiquement remercié. Il est remplacé par Michael Curry. Détroit compte s'appuyer sur les révélations des drafts précédentes (Affalo, Stuckey, Johnson).
En novembre 2008, alors que la saison vient de débuter, le meneur de jeu Chauncey Billups est envoyé aux Nuggets de Denver en échange de l'arrière Allen Iverson.

### Disette de playoffs (2009-2014)
Lors de la saison 2009-10 il n'y a plus que trois joueurs à Détroit qui ont connu le titre de 2004 (Richard Hamilton, Tayshaun Prince et Ben Wallace).
Mais à la fin de cette saison les Pistons manquent les séries éliminatoires en finissant 12e de la conférence Est.
La saison 2010-2011 est à l'image de la dernière avec une 11e place de la conférence Est et un bilan de 30 victoires pour 52 défaites.
La saison 2011-2012, les Pistons finissent 10e de la conférence Est avec un bilan 25 victoires pour 41 défaites.
La saison 2012-2013, Detroit termine 11e avec un bilan de 29 victoires pour 52 défaites.
Le 6 juillet 2013, Les Pistons engagent Josh Smith où il signe un contrat de quatre ans et de 56 millions avec la franchise du Michigan et marque le renouveau de Detroit.
Le 11 juillet 2013, champion en 2004 avec les Pistons, Chauncey Billups retourne à Detroit pour entourer les jeunes des Pistons comme Andre Drummond, Kentavious Caldwell-Pope, et Greg Monroe. Le 31 août 2013, les Pistons signent Brandon Jennings en échange de Brandon Knight, Khris Middleton et Vyacheslav Kravtsov. Il touche 24 millions sur 3 années. Auteur d'une saison décevante, les Pistons ne sont pas à la hauteur des attentes donc le 9 février 2014 Maurice Cheeks est renvoyé, on parle de Lionel Hollins pour le remplacer. Le destin des Pistons est confié à l'assistant John Loyer mais la deuxième partie de saison est pire que la première, attendus en playoffs les Pistons terminent la saison à la 11e place avec un bilan désastreux de 29-53 : cette saison est donc la saison de trop.

### Départ de Joe Dumars et l'ère Andre Drummond (2014-2020)

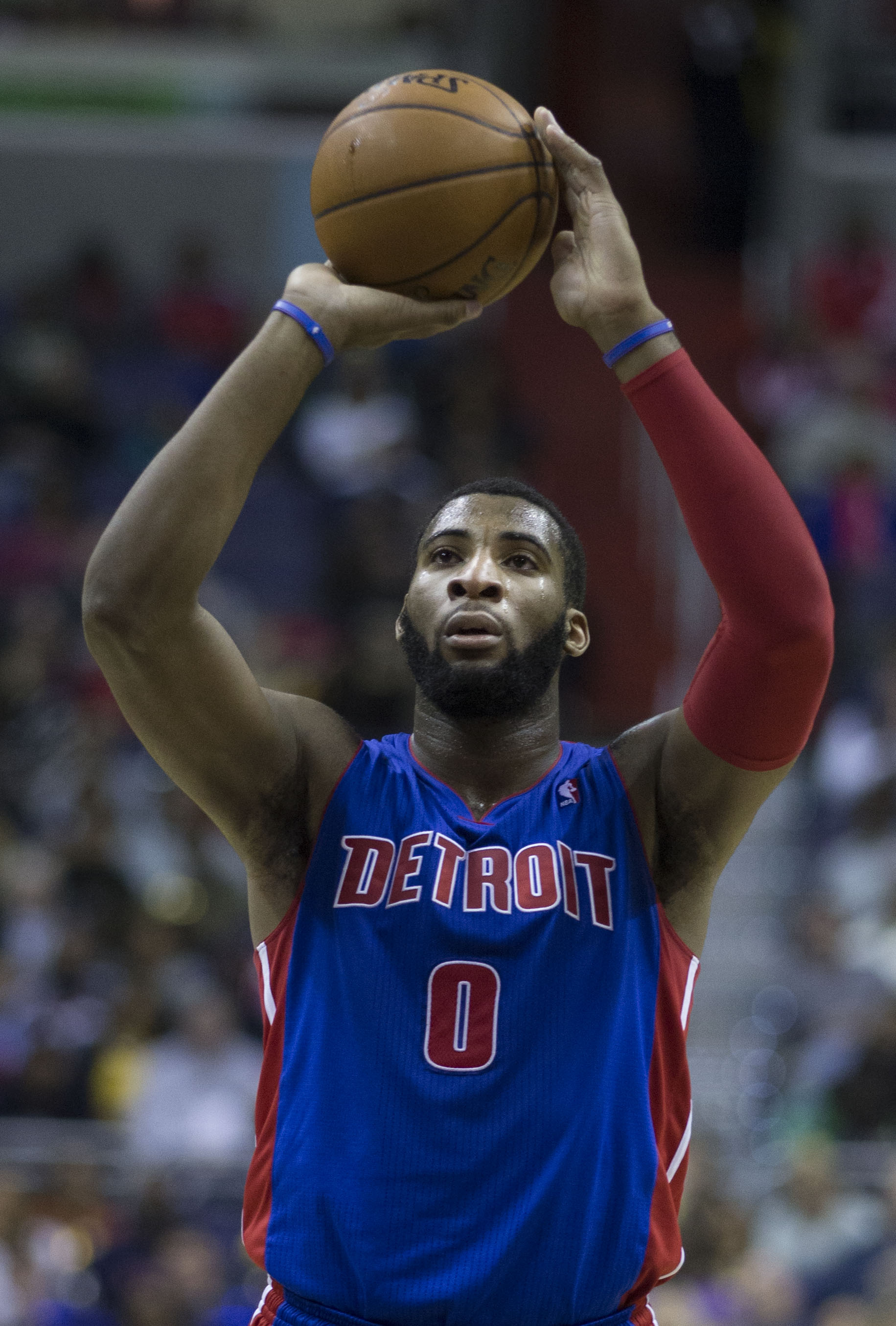
Andre Drummond sous les couleurs des Pistons en 2014.

Le 14 avril 2014, le General Manager Joe Dumars démissionne après 19 ans en tant que Général Manager de Detroit. Le 13 mai 2014, Stan Van Gundy signe comme entraîneur et président des opérations de basket un contrat de 35 millions sur 5 ans. Les Pistons commencent la saison 2014-2015 avec un bilan de 5 victoires et 23 défaites sur les 28 premiers matchs. Le 22 décembre, Josh Smith est libéré de l'effectif. À la suite de ce départ, ils enchaînent neuf victoires en dix matchs et commencent à envisager de participer aux playoffs. Mais, le 24 janvier, Brandon Jennings se rompt le tendon d'Achille du pied gauche. Avant le dernier délai, le 19 février, les Pistons effectuent deux échanges : Kyle Singler, D.J. Augustin et un second tour de draft partent chez le Thunder d'Oklahoma City en échange de Reggie Jackson ; Jonas Jerebko et Luigi Datome rejoignent les Celtics de Boston en échange de Tayshaun Prince. Mais, Détroit perd dix des onze premiers matchs avec Reggie Jackson. L'espoir de jouer les playoffs s'en va et c'est la première fois pour l'entraîneur Stan Van Gundy qu'il ne conduit pas son équipe aux playoffs.
La saison suivante, Van Gundy retrouve les playoffs avec Détroit, notamment grâce à la domination d'Andre Drummond dans la raquette et de Reggie Jackson au poste de meneur de jeu, qui inscrit 39 points associés à 9 passes décisives lors du match qui qualifie les Pistons (à la huitième place de la conférence Est) pour les Playoffs NBA 2016, le 9 avril 2016. Opposés à Cleveland (1er de Conférence Est, et futur champion NBA) dès le 1er tour, ils perdent 4-0.
Le 22 novembre 2016, les Pistons ont officiellement annoncé leur intention de déménager à la Little Caesars Arena, et le site du Palace of Auburn Hills est réaménagé et vendue. Le 20 juin 2017, le conseil municipal de Detroit a approuvé le déménagement des Pistons à la Little Caesars Arena.
Au cours de la saison 2017-2018, le 29 janvier 2018, les Pistons obtiennent le joueur All-Star Blake Griffin, avec Willie Reed et Brice Johnson, des Clippers de Los Angeles en échange d’Avery Bradley, Tobias Harris, Boban Marjanović. Cet échange a pour but de créer une raquette impressionnante avec Drummond et Griffin. Les Pistons ont terminé la saison avec un bilan négatif de 39-43. Ils ratent les playoffs pour la 8e fois en dix ans.
Le 7 mai 2018, les Pistons ont annoncé que Stan Van Gundy ne reviendrait pas comme entraîneur et président des opérations de basket-ball. Le 11 juin 2018, Dwane Casey a été engagé par les Pistons pour être leur nouvel entraîneur, acceptant un contrat de cinq ans.
Lors de la saison 2018-2019 avec un bilan équilibré de 41-41, se plaçant 8e de la conférence Est, obtenant donc une place en Playoffs. Néanmoins, lors du premier tour, les Pistons ont été balayés en quatre matchs par les Bucks de Milwaukee, établissant un record NBA avec 14 défaites consécutives en playoffs NBA.
A l'intersaison 2019, les Pistons sélectionnent Sekou Doumbouya en 15e choix de la draft 2019, en provenance de Limoges. Ils acquièrent Derrick Rose et Markieff Morris dans leur effectif pour tenter de retourner en Playoffs.
La saison 2019-2020 ne démarre pas de la manière attendue, Blake Griffin joue peu et ses seuls matchs de la saison ne rassurent pas. Il est opéré en janvier, mettant fin à sa saison. Le 6 février, Andre Drummond est transféré vers les Cavaliers de Cleveland en échange de Brandon Knight, John Henson et un second tour de draft, mettant fin à l'histoire du pivot au sein de la franchise. Une reconstruction laisse à présager pour la suite de la saison, avec l'éclosion de Christian Wood dans le secteur intérieur en l'absence de Griffin et Drummond. L'équipe ne retourne pas en playoffs à l'issue de la saison régulière, marquée par la pandémie de COVID-19.

### Reconstruction (depuis 2020)
À l'intersaison, les Pistons obtiennent le 7e choix de la draft 2020, avec lequel ils sélectionnent le jeune meneur français, Killian Hayes, en provenance du Ratiopharm Ulm, en Allemagne. L'année suivante, Détroit récupère le premier choix de la draft et choisit Cade Cunningham. Lors de la draft 2022, les Pistons sélectionnent Jaden Ivey en 5e position et récupèrent le jeune pivot de 18 ans Jalen Duren dans un transfert avec les Knicks de New York.
Les résultats ne s'améliorant toujours pas, Dwayne Casey est limogé et remplacé par Monty Williams à l'issue de la saison 2022-2023.
Lors de la saison 2023-2024, les résultats sont catastrophiques et l'équipe égale le record du nombre de défaites consécutives en NBA des 76ers de Philadelphie. Les Pistons brisent leur série de défaites le 30 décembre en battant les Raptors de Toronto. L'équipe termine la saison avec un total de 14 victoires pour 68 défaites, soit le pire bilan de la ligue. À l'intersaison Trajan Langdon est nommé président, il licencie le general manager Troy Weaver (en) et l'entraîneur Monty Williams.

## Palmarès
- Champion NBL (2) : 1944 et 1945.
- Champion NBA (3) : 1989, 1990 et 2004.
- Champion de Conférence Est (5) : 1988, 1989, 1990, 2004 et 2005.
- Champion de Division Ouest (2) : 1955 et 1956.
- Champion de la Division Centrale (9) : 1988, 1989, 1990, 2002, 2003, 2005, 2006, 2007 et 2008.
- 11 titres de champion de division au total.

## Meilleurs marqueurs de l'histoire de la franchise
| Place                                                                                        | Nom du joueur                       | Pays       | Points |
| -------------------------------------------------------------------------------------------- | ----------------------------------- | ---------- | ------ |
| 1er                                                                                          | Isiah Thomas 1981 - 1994            | États-Unis | 18 822 |
| 2e                                                                                           | Joe Dumars 1985 - 1999              | États-Unis | 16 401 |
| 3e                                                                                           | Bob Lanier 1970 - 1980              | États-Unis | 15 488 |
| 4e                                                                                           | Dave Bing 1966 - 1975               | États-Unis | 15 235 |
| 5e                                                                                           | Bill Laimbeer 1982 - 1993           | États-Unis | 12 665 |
| 6e                                                                                           | Richard Hamilton 2002 - 2011        | États-Unis | 11 582 |
| 7e                                                                                           | Vinnie Johnson 1981 - 1991          | États-Unis | 10 146 |
| 8e                                                                                           | Tayshaun Prince 2002 - 2013 / 2015  | États-Unis | 10 006 |
| 9e                                                                                           | Grant Hill 1994 - 2000              | États-Unis | 9 393  |
| 10e                                                                                          | John Long 1978 - 1986 / 1989 / 1991 | États-Unis | 9 023  |
| Dernière mise à jour : 21 février 2019 En gras : Joueurs évoluant toujours dans la franchise |                                     |            |        |

## Records individuels de la franchise
| Statistique                                                                                    | Nom du joueur    | Nombre                 |
| ---------------------------------------------------------------------------------------------- | ---------------- | ---------------------- |
| Meilleur marqueur                                                                              | Isiah Thomas     | 18 822 points          |
| Meilleure moyenne Points/Match                                                                 | Jerry Stackhouse | 29,75 points / match   |
| Meilleur passeur                                                                               | Isiah Thomas     | 9 061 passes décisives |
| Meilleure moyenne Passes/Match                                                                 | Kevin Porter     | 10,1 passes / match    |
| Meilleur rebondeur                                                                             | Bill Laimbeer    | 9 430 rebonds          |
| Meilleure moyenne Rebonds/Match                                                                | Andre Drummond   | 13,5 rebonds / match   |
| Meilleur contreur                                                                              | Ben Wallace      | 1 486 contres          |
| Meilleur intercepteur                                                                          | Isiah Thomas     | 1 861 interceptions    |
| Meilleur pourcentage au tir                                                                    | Andre Drummond   | 54,2 %                 |
| 3 points marqués                                                                               | Joe Dumars       | 990 tirs marqués       |
| Meilleur pourcentage à 3 points                                                                | Jon Barry        | 44,1 %                 |
| Lancers-francs marqués                                                                         | Isiah Thomas     | 4 036 tirs marqués     |
| Meilleur pourcentage au lancer-franc                                                           | Chauncey Billups | 89,2 %                 |
| Matchs joués                                                                                   | Joe Dumars       | 1 018 matchs           |
| Dernière mise à jour : 29 septembre 2021 En gras : Joueurs évoluant toujours dans la franchise |                  |                        |

## Maillots retirés
- 1 - Chauncey Billups
- 2 - Chuck Daly (Chuck Daly n'a jamais joué en NBA, ceci représente les 2 titres qu'il a gagnés avec les Pistons en tant qu'entraîneur.)
- 3 - Ben Wallace
- 4 - Joe Dumars
- 10 - Dennis Rodman
- 11 - Isiah Thomas
- 15 - Vinnie Johnson
- 16 - Bob Lanier
- 21 - Dave Bing
- 32 - Richard Hamilton
- 40 - Bill Laimbeer

## Couleurs et symboles

### Maillots
Depuis que Nike fournit l'ensemble des tenues aux équipes de NBA, en 2017, les maillots « domicile » et « extérieur » ont été remplacés par une collection plus fournie, pouvant servir aussi bien en déplacement qu'à domicile, portant les noms « association », « icon », « statement » et « city », et pour certaines équipes en plus une version « classic » reprenant le design d'anciens maillots.

## Mascottes
- Sir Slam A Lot (de 1994 à 1996)
- Hooper (mascotte) (en) (depuis 1996)